# Cantó de Sada
El cantó de Sada és un cantó francès del departament d'ultramar de Mayotte. Abasta el municipi de Sada.

## Història
| Data d'elecció                           | Identitat         | Partit | Qualitat |
| ---------------------------------------- | ----------------- | ------ | -------- |
| 2008-                                    | Ibrahim Aboubacar | PS     |          |
| 1994-2008                                | Mansour Kamardine | UMP    |          |
| les dades anteriors no són pas conegudes |                   |        |          |